# Georg von Jochner
Georg Maria Jochner, seit 1918 Ritter von Jochner, (* 7. September 1860 in Wohmbrechts bei Lindau; † 3. Mai 1923 in Niederaudorf bei Rosenheim) war ein deutscher Archivar.

## Leben
Georg Jochner war der Sohn des praktischen Arztes und Chirurgen Guido Jochner (1830–1900) und der Maria Katharina, geb. Steingaß, einer Enkelin von Joseph Görres, in München. Ein älterer Bruder  war der spätere Geheimrat und Mediziner Guido Jochner (1859–1932). 1879 legte Georg Maria die Abiturprüfung am Münchner Maximiliansgymnasium ab und studierte anschließend Medizin und klassische Philologie (Lehramt) an der Universität München. 1883 legte er die Lehramtsprüfung ab und trat im November des Jahres als Praktikant im höheren bayerischen Archivdienst am Reichsarchiv bzw. Kreisarchiv München ein. Zunächst beurlaubt, wurde er 1884 mit der Dissertation Die Teilnahme des fränkischen Kreises am Türkenkrieg 1683 an der Universität in Tübingen zum Dr. phil. promoviert und hielt sich danach vier Monate in Rom auf.
1887 trat er die Stelle eines Kreisarchivsekretärs beim Kreisarchiv Amberg an, wechselte Anfang 1889 als Sekretär zum Geheimen Staatsarchiv (1891 Geheimer Sekretär) und war ab Juli 1895 gleichzeitig am Geheimen Hausarchiv in München tätig. Im  Juli 1897 wurde er zum Geheimen Haus- und Staatsarchivar, im Januar 1905 zum Geheimen Archivrat befördert und im März 1914 zum Geheimen Hofrat ernannt.
Von 1916 bis 1922 leitete er als Direktor das Allgemeine Reichsarchiv (ab 1921 Bayerisches Hauptstaatsarchiv) und war bis 1920 Vorstand des Geheimen Staatsarchivs und des Geheimen Hausarchivs (Aufsichtsbeamter im Ministerium des Äußern) sowie Generaldirektor der staatlichen Archive mit dem Titel Geheimer Rat. Seit 1903 war er mit Franz Binder (1828–1914) Mitherausgeber, seit 1914 Alleinherausgeber der Historisch-politischen Blätter für das katholische Deutschland.
1918 wurde Jochner durch König Ludwig III. mit dem Ritterkreuz des Verdienstordens der Bayerischen Krone beliehen. Damit verbunden war die Erhebung in den persönlichen Adelstand und er durfte sich nach der Eintragung in die Adelsmatrikel am 28. September 1918 „Ritter von Jochner“ nennen. 1922 trat er als Geheimer Hofrat in den Ruhestand. Im gleichen Jahr würdigte ihn Papst Pius XI. für sein Eintreten für die kirchlichen Interessen durch die Verleihung des Komturkreuzes des Gregoriusordens.
Ab 1921 war er Ehrenmitglied der katholischen Studentenverbindung KDStV Aenania München.
Verheiratet war er mit Karolina Fäßler, aus Appenzell-St. Gallen; der Ehe entstammten vier Töchter und zwei Söhne. 1923 erlitt er einen Herzschlag und verstarb auf seinem Landsitz in Niederaudorf.

## Schriften (Auswahl)
- Zur Geschichte des Türkenkrieges im Jahre 1683. Teilnahme des fränkischen Kreises an der Befreiung Wiens. Bamberg 1885.
- Untersuchungen über das Wittelsbach'sche Hauswappen. In: Bayerland, Band 5, 1894.

## Archivalien
- Georg Maria Jochner, Sebastian Killermann, Anton Freiherr von Ow, Erich Wasmann: Material zur Urgeschichte. Korrespondenz (ca. 400 Blatt, 11 Briefe, 6 Postkarten): Universitätsbibliothek Regensburg; Regensburgische Botanische Gesellschaft, Neues Archiv.
- Brief an Hermann von Grauert, München, 16. Dezember 1915: München, Bayerische Staatsbibliothek.
- 2 Briefe an Johann Nepomuk Sepp; München, 11. Januar 1904 und 21. März 1904: München, Bayerische Staatsbibliothek.
- Brief an Karl Zettel, o. O., o. J., München, Bayerische Staatsbibliothek.
- Brief an Adolf Dyroff; Niederaudorf, 20. Mai 1916: Bonn, Universitäts- und Landesbibliothek.
- Brief an Martin Greif, München, 1905–1911: München; Universitätsbibliothek; Nachlass Greif.